# 오간
오간(烏干, ?~?)은 백제의 관리이다.

## 생애
비류(沸流)와 온조(溫祚)가 고구려로부터 남하하자 마려(馬黎) 등과 함께 그들을 보좌했다.
이후 비류가 미추홀(彌鄒忽)에 정착하려하자 이를 말리며, 하남위례성(河南慰禮城)에 정착할 것을 권했다. 백제가 건국된 뒤에는 백제의 신하로서 온조를 보좌했다.